# Trujillo (gmina)
Trujillo – gmina (municipio) w północnym Hondurasie, w departamencie Colón. W 2010 roku zamieszkana była przez ok. 56,9 tys. mieszkańców. Siedzibą administracyjną jest Trujillo.

## Położenie
Gmina położona jest w północno-zachodniej części departamentu. Graniczy z 7 gminami:
- San Estaban, Tocoa i Iriona od południa,
- Limón i Santa Rosa de Aguán od wschodu,
- Santa Fé i Sonaguera od zachodu.

Od północy obszar ogranicza Morze Karaibskie.

## Demografia
Według danych honduraskiego Narodowego Instytutu Statystycznego na rok 2010 struktura wiekowa i płciowa ludności w gminie przedstawiała się następująco:
| Wiek      | 0–3   | 4–6   | 7–12  | 13–17 | 18–24 | 25–64  | 65+   | razem  |
| Trujillo  | 6 107 | 4 420 | 8 565 | 7 455 | 8 706 | 19 313 | 2 309 | 56 874 |
| Mężczyźni | 3 381 | 2 444 | 4 765 | 4 074 | 4 965 | 10 397 | 1 197 | 31 223 |
| Kobiety   | 2 726 | 1 976 | 3 801 | 3 381 | 3 741 | 8 916  | 1 111 | 25 651 |